# Iriartella
Iriartella (paxiubinha) é um género botânico pertencente à família Arecaceae.

## Espécies
- Iriartella stenocarpa Burret (paxiubinha)
- Iriartella setigera (Mart.) H.Wendl. (paxiubinha-de-macaco)